# Ivanečka Željeznica
Ivanečka Željeznica je naseljeno mjesto u Republici Hrvatskoj u Varaždinskoj županiji. 

## Zemljopis
Administrativno je u sastavu grada Ivanca. Naselje se proteže na površini od 5,83 km².
Nalazi se na teritoriju Varaždinske županije.

## Stanovništvo
Prema popisu stanovništva iz 2001. godine u Ivanečkoj Željeznici živjelo je 272 stanovnika i to u 77 kućanstava. Gustoća naseljenosti iznosila je 46,66 st./km².
Prema popisu stanovništva iz 2011. godine u Ivanečkoj Željeznici živi 253 stanovnika i to u 75 kućanstava. Gustoća naseljenosti iznosi 43,39 st./km².
| broj stanovnika |       |       |       |       | 13    | 96    | 82    | 280   | 357   | 374   | 339   | 345   | 305   | 284   | 272   | 253   | 211   |
|                 | 1857. | 1869. | 1880. | 1890. | 1900. | 1910. | 1921. | 1931. | 1948. | 1953. | 1961. | 1971. | 1981. | 1991. | 2001. | 2011. | 2021. |

## Udruge
U 2014. godini osnovana je udruga za športsku rekreaciju "Sport za sve".